# Bundesverband freier Tankstellen

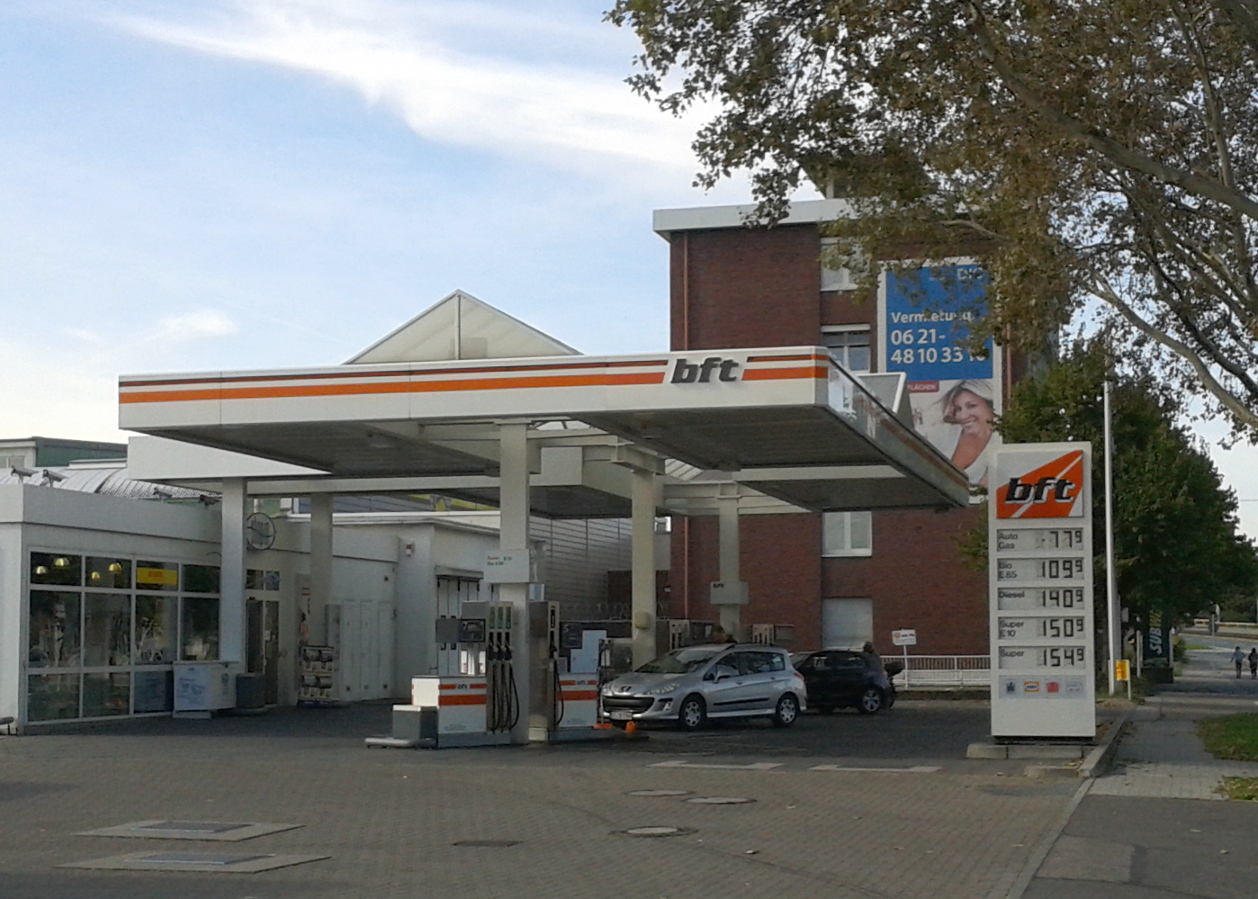
bft-Tankstelle in Mannheim

Altes Logo der freien Tankstellen

Der Bundesverband Freier Tankstellen und Unabhängiger Deutscher Mineralölhändler e. V. (abgekürzt bft) ist ein eingetragener Verein, der die Interessen seiner Mitglieder, freie Tankstellen aus Deutschland, vertritt.

## Aufgaben
Der Verein vertritt öffentlich die politischen Interessen von konzernfreien Tankstellen. Er setzt sich öffentlich für gerechte Wettbewerbsbedingungen ein.
Außerdem berät er seine Mitglieder in juristischen Fragen und Anliegen rund um den Tankstellenbetrieb. Ein aktuelles Beispiel ist die Markttransparenzstelle für Kraftstoffe, bei der der bft auch Nichtmitglieder beraten und informiert hat. Außerdem fungiert der Verein als Preismelder.
Um als einheitliche Marke wahrgenommen zu werden, gibt der bft Designrichtlinien heraus, nach denen sich Tankstellenbetreiber richten können. Das bft-Logo besteht aus den Buchstaben bft und orange-weißen Linien.

## Mitglieder
Der Verband hat 512 Mitglieder mit 2.815 Tankstellen (Stand 1. Januar 2022). Der Verband ist in 6 Landesgruppen unterteilt:
- Nord: Schleswig-Holstein, Niedersachsen, Hamburg, Bremen
- West: Nordrhein-Westfalen
- Mitte: Rheinland-Pfalz, Hessen, Saarland
- Südwest: Baden-Württemberg
- Süd: Bayern
- Ost: Berlin, Mecklenburg-Vorpommern, Brandenburg, Sachsen-Anhalt, Sachsen, Thüringen

Gemeinsam mit anderen Partnerverbänden des mittelständischen Mineralöl- und Energiehandels ist der bft im Dachverband MEW Mittelständische Energiewirtschaft Deutschland e. V., Berlin vertreten.

## Geschichte
Ende der 1950er Jahre gab es bereits 1000 freie Tankstellen mit einem Gesamtkraftstoff-Umsatz in Deutschland von 12 Prozent. Um dem wirtschaftlichen Druck der Großkonzerne (Erhöhung des Abgabe-Preises bis hin zu Belieferungsstopps) entgegenzuwirken, wurden 1959 unabhängig voneinander gleichzeitig zwei Interessenvertretungen in Darmstadt und München mit identischem Titel gegründet: „Verband Freier Tankstellen e. V.“ Zweck der Darmstädter Satzung war: „Stärkung und Sicherung der selbständigen Existenz der Mitglieder“ und „der gemeinsame Einkauf von Mineralölprodukten und aller für das Tankstellengewerbe der Genossen erforderlichen Waren“. Anfang 1960 gründete der Münchener Verband eine Tochter in Köln. Am 26. September 1961 fusionierten die beiden Verbände zum „Bundesverband Freier Tankstellen“ mit der Geschäftsstelle in Darmstadt. Bei der Gründung war das größte Ziel die „Sicherung der Versorgung seiner Mitglieder“, die durch die Erschließung von günstigen Einkaufsquellen für seine Mitglieder und durch die Erschaffung von Einkaufsorganisationen gesichert wurden. Die „Kirol-Tank-G.m.b.H.“ war eine von ihnen, die langfristige Verträge mit Raffinerien abschloss und eigene Lagerhaltung betrieb. So konnten die freien Tankstellen auch in Zeiten knapperen Öls einen Preisabstand zu den Konzerntankstellen gewährleisten. Seit dem 1. April 1981 ist der Sitz des bft in Bonn.
Zur Imageförderung wurde 1961 das einem Wappen oder Schild nachempfundene schwarz-weiße Verbandszeichen „Freie T“ eingetragen, um den Tankstellen etwas zu geben, womit sie einheitlich auftreten konnten. Anfang der 1970er Jahre wurde der Hintergrund des Wappens orange.
Als Folge des Sechstagekrieges im Juni 1967 hatten die arabischen Ölförderländer, einschließlich Libyen, ein Embargo gegenüber allen Israel unterstützenden Staaten verhängt. Die Verknappung des Angebots hatte einen drastischen Preisanstieg zur Folge. Unter den bft-Tankstellen kam es zwar zu Versorgungsengpässen, es musste aber keine Tankstelle „trocken“ stehen, was unter anderem dem Krisenmanagement und der Solidarität der Mitglieder untereinander zu verdanken war.
Ab dem Jahr 1972 erschien alle drei Monate die Verbraucher-Post, eine Zeitschrift mit Informationen aus der Branche für die Tankstellenunternehmer.
Herausforderungen waren die Ölkrisen in den Jahren 1973 und 1979, die in Deutschland und anderen Ländern die Rezession weiter anfachten. Als Folge des Jom-Kippur-Kriegs im Oktober 1973 drosselten die in der Organisation erdölexportierender Länder (OPEC) zusammengeschlossenen Länder Algerien, Irak, Iran, Katar, Libyen, Saudi-Arabien und die Vereinigten Arabischen Emirate ihre Produktion um 5 Prozent, um politischen Druck auszuüben, was zu einem dramatischen Preisanstieg führte: Für das Barrel Rohöl (159 Liter), das vor der Krise noch mit 3 US-Dollar gehandelt wurde, mussten nun 5 US-Dollar, 1974 sogar 12 US-Dollar bezahlt werden. In Deutschland wurde aufgrund des OPEC-Embargos das Sonntagsfahrverbot an vier Sonntagen im Jahr 1973 eingeführt, um Öl zu sparen. Durch den von 1978 bis 1988 währenden Ersten Golfkrieg zwischen Irak und Iran kam es zur zweiten, kürzeren Ölkrise dieses Jahrzehnts. Das Barrel Rohöl kostete 38 US-Dollar. In den 1990er Jahren kam es zu einer weiteren, kurzzeitigen Ölkrise, verursacht durch den Zweiten Golfkrieg.
Im Jahr 1983 organisierte der bft-Vorstand Franz Förster zusammen mit der eft (Einkaufsgesellschaft Freier Tankstellen) die erste bft-Messe, die heute vom Verein getragene und von der eft veranstaltete Messe „Tankstelle & Mittelstand“.
Mitte der 1980er Jahre wurde das Logo angepasst, orange Streifen und weiße Flächen sollten Freundlichkeit ausstrahlen. Seit 1990 gibt es neben dem Schild „Freie T“ die eingetragene Marke „bft“.
Der bft war beteiligt bei den Verhandlungen zur Privatisierung der Autobahn Tank & Rast GmbH Ende der 1990er Jahre.
Im Jahr 2000 brach über die Branche der bis dahin größte Preiskrieg herein. Auslöser war die damalige DEA, die später von Shell übernommen wurde. DEA führte die Rabattkarte Payback ein. Mehrere Wettbewerber senkten daraufhin ihren Tankstellen-Abgabepreis unter den der DEA, da sie den mit der Payback-Karte gewährten Rabatt als Preisunterbietung ansahen. Im Sommer 2000 konnten Kunden in Deutschland flächendeckend Kraftstoffe unterm Einstandspreis einkaufen. Hier schaltete sich das Bundeskartellamt ein. Der bft lieferte dem Bundeskartellamt Listen mit Preiserhebungen. Ein Verfahren wurde eingeleitet, um den Verkauf unter Einstandspreis zu verbieten.
2007 wurde eine weitere Geschäftsstelle in Berlin geöffnet. Geschäftsführer in Berlin ist seit 2023 Daniel Kaddik mit Sarah Schmitt als Leiterin des Berliner Büros. Der Sitz des Verbandes befindet sich nach wie vor in Bonn.

## Einkaufsgesellschaft Freier Tankstellen mbH
Vor dem Hintergrund der Ölkrise 1973 und der damit verbundenen Versorgungskrise gründeten Mitglieder des Vereins im Jahre 1974 die Einkaufsgesellschaft Freier Tankstellen mbH (eft). Ziel: Die Organisation eines gemeinsamen strategischen Einkaufs. 
Die eft kooperiert seitdem mit Unternehmen der Investitionsgüterindustrie, des Handels- und Dienstleistungsgewerbes. So bündelt sie für freie Tankstellen Partner aller relevanten Bereiche des Tankstellenmarktes. Sie berät in den Geschäftsbereichen Tankstellenbau und -technik, gewerbliche Autowäsche und Shop individuell und über spezielle Veröffentlichungen.
Zusätzlich ist die eft zuständig für Werbung und Marketing. Sie übernimmt die Plakat- und Imagewerbung für bft-geflaggte Tankstellen und gibt seit 2013 das Branchenmagazin TANKSTOP heraus.

## Messe Tankstelle & Mittelstand
1983 veranstaltete die eft die erste Einkaufsmesse für bft-Mitglieder auf dem Firmengelände des bft-Vorsitzenden Franz Förster, bei der Firma Förster in Hanau. Die Veranstaltung fand im Abstand von zwei Jahren bis 1993 in Hanau statt und entwickelte sich zu einer wichtigen Leistungsschau des Tankstellenmittelstands. 1995 wurde die Messeveranstaltung neu konzipiert und fand unter dem Namen Tankstelle & Mittelstand als Branchenmesse für den gesamten deutschen Tankstellenmittelstand bis 2001 in Hennef/Sieg statt. Mit der Veranstaltung im Jahr 2003 wechselte die Messe nach Münster.

## Klimaschutzinitiative KlimaBonus
Der Verband engagiert sich mit dem Automobilclub von Deutschland (AvD) und der Aufforstungsfirma global-woods mit der KlimaBonus-Initiative im Klimaschutz. Die Initiative besteht aus einer Informationskampagne und dem Verkauf von freiwilligen CO2-Zertifikaten.